# Как придёт, так и уйдёт
«Как придёт, так и уйдёт» (серб. Idi mi, dođi mi, он же Lude Godine 5) — югославская кинокомедия, снятая в 1983 году режиссёром Зораном Чаличем. Он представляет собой пятую часть серии фильмов «Безумные годы». Премьера состоялась 22 ноября 1983 года.

## Сюжет
Мария и Боба переезжают в квартиру, и когда они решают свои финансовые проблемы, в их браке наступает кризис. Поддавшись потребительской лихорадке, они пренебрегают друг другом и даже ребенком. Помимо всего этого, в их жизнь настойчиво вмешиваются дедушка Жика и дедушка Милан.

## В ролях
| Актер                    | роль                  |
| ------------------------ | --------------------- |
| Драгомир Боянич Гидра    | Живорад Зика Павлович |
| Марко Тодорович          | Милан Тодорович       |
| Риалда Кадрич            | Мария                 |
| Владимир Петрович        | Боба                  |
| Борис Миливоевич         | Масса                 |
| Елена Жигон              | Елена                 |
| Лиляна Янкович           | Волк                  |
| Весна Чипчич             | Эльза                 |
| Велимир Бата Живойинович | Доктор Неделькович    |
| Милан Срдоч              | Мыши                  |
| Нада Войнович            | учитель Миши          |
| Дивна Джокович           | Жена Недельковича     |
| Даника Максимович        | массажистка           |
| Фарук Беголи             | Коллега Мэри          |
| Ирена Просен             | Коллега Марии 1       |
| Растислав Йович          | Бобин коллега 1       |
| Душан Тадич              | Бобин коллега 2       |
| Йован Ристич             | директор ревю         |
| Войкан Миленкович        | ведущий шоу           |
| Петар Лупа               | дирижер на репетиции  |
| Ванеса Ойданич           | женщина с цветком     |
| Лидия Плетл              | Коллега Марии 2       |
| Мирьяна Бласкович        | Официантка            |
| Сашка Каран              | Девушка с показа мод  |
| Славица Джорджевич       |                       |

## Критика
Фильм получил умеренно-положительные отзывы критиков, однако не стал таким же культовым, как предыдущие фильмы. Он получил 7.2 балла из 10 на сайте IMDb.